# 格奥尔格·弗里德里希·亨德尔
格奥尔格·弗里德里希·亨德尔（1685年2月23日—1759年4月14日），巴洛克音乐作曲家，創作作品類型有歌剧、神劇、頌歌及管风琴协奏曲，著名作品為《弥赛亚》。韓德爾出生於神聖羅馬帝國，后来定居並入籍英国，名字英語化為喬治·弗雷德里克·韓德爾（英語：George Frideric (or Frederick) Handel）。
韓德爾的風格明顯受到義大利巴洛克風格的作曲家以及德國中部傳統複音音樂的影響。音樂家溫頓·迪恩認為：「從韓德爾的歌劇中可以看出他不只是位偉大的作曲家，也是第一流的劇作家。」在歌劇《亞力山大的盛宴》（1736年）受到好評之後，他將合唱部份翻譯為英文。在《弥赛亚》（1742年）成功之後，韓德爾沒有再寫過義大利文的歌劇。他在英國最後的十五年幾乎眼盲，是一個受尊重的富人。韓德爾于1759年去世，人们为他举行隆重的國葬，安葬在西敏寺。
韓德爾被譽為是巴洛克時期最偉大的作曲家之一，其作品《水上音樂》、《皇家煙火》和《弥赛亚》至今仍然廣為人知。他創作了四首加冕頌歌，其中《牧师扎多克》（1727年）是為喬治二世的登基所作，後來在每次英皇加冕時演奏。韓德爾在三十年內创作了四十余首歌劇，1960年代以来，巴洛克音樂及復古風格演奏的复兴令人们對韓德爾的正歌劇重新燃起了興趣。
韓德爾和巴赫同年出生，只相差一個月，兩人被認為是巴洛克音乐集大成的代表人物，巴赫一生穷困而子嗣众多，韓德爾沒有婚姻卻一生享有盛名和荣华。可惜的是巴赫雖然很想求見韓德爾，卻因錯過機會，從未見過面。
韓德爾是極少數缺乏生平相關史料記述的音樂家，他雖然在專業上成就卓著，然而關於他的個人想法、生活細節，乃至於財務狀況等，由於韓德爾本人將公開生活與私人領域劃分地極為清楚，從而少有來源可以佐證。1760年（即韓德爾逝世隔年）出版的傳記，於是成為韓德爾生平歷略的主要來源。之後，則要到19世紀中期，才有其他重要的韓德爾研究成果開始問世。

## 生平
1685年2月23日出生于神聖羅馬帝國馬格德堡公國的哈雷，他的父亲格奥尔格·韓德爾（Georg Händel）是一个理发师兼外科医师，坚持要让他学习法律，於是從小便禁止他學音樂。據說韓德爾早年曾於薩克森哈雷文理中學就讀。校長是一位出色的音樂家。但韓德爾是否真的在此就讀，以及待了多長時間仍不得而知。但根據多數傳記作家的說法，韓德爾的父親由於禁止兒子接受任何音樂教育而讓韓德爾從此中學退學。
6歲時，韓德爾無意間發現了家中的古鋼琴，便趁晚上偷偷去彈琴。直到七歲那年，韓德爾隨父親前去拜訪薩克森宮廷，無意中被阿柔夫公爵聽到他優美純熟的琴音，於是父親在公爵的指示下將他託給哈勒挚爱圣母市场教堂的管風琴手弗里德里希·威廉·查豪，接受系統的音樂教育。韓德爾就能嘗試創作一些為宗教禮儀和活動用的清唱劇作品。
1702年，韓德爾成為哈雷教堂的管風琴師，並順父親的遺願去念法律系，他在哈雷-维滕贝格大学注册，在克里斯蒂安·托马西乌斯的門下学习法律，兼為教堂譜寫每個禮拜天的彌撒曲，更是在1702年發表了2齣歌劇，有人要赞助他，他出于自尊而回绝。
1704年，他创作的歌剧获得成功，后自己出钱去意大利进修，他在羅馬停留了三年。曾經有一次在一名樞機的演奏會上遇見多梅尼科·斯卡拉蒂，樞機便請他們來一場比賽，第一場不分軒輊，第二場斯卡拉蒂表示不比所以由韓德爾獲勝。這比賽使兩人的感情更加深厚。1710年，他回國在漢諾威擔任宮廷樂長。
1712年，他到英國旅行又受到安妮女王的器重，供他200英鎊年薪，此後韓德爾便長期停留在倫敦，使得漢諾威选帝侯格奥尔格一世很生氣。不久後安妮女王去世，由安妮的远亲格奥尔格一世继承英国王位，是为喬治一世。1717年，韓德爾為了泰晤士河上举办的王室联欢会写作了著名的作品《水上音樂》（1717年），乔治一世听了之后非常高兴，原谅了当年他的不辞而别，韓德爾的年俸也倍增為每年400镑，借此鼓励他继续创作。
他从此定居英国。兩年後成立了皇家音樂協會，又到各地尋找歌劇歌手，這段期間不眠不休，也沒結婚，幾乎一生的青春都投注在英國，之後受聘為英國宮廷教堂樂長，寫了約46齣歌劇及36齣神劇。最著名的神劇是《彌賽亞》（1741年）、《水上音樂》組曲和《皇家煙火》（1749年）。
韓德爾晚年得了眼疾双目失明，最後一次演奏是在考芬園的彌賽亞公演，當晚病入膏肓，一週後（1759年4月14日）病逝於布魯克街府邸。去世后以最高规格安葬在西敏寺，享年74歲。4月17日，《公共廣告》（Public Advertiser）刊出一則悼文，以句首字母表示了對韓德爾的敬意：
He's gone, the Soul of Harmony is fled!
和聲之主，他已離開人世。
And warbling Angels hover round him dead.
天使飛繞在他身邊，哀傷啜泣。
Never, no, never since the Tide of Time,
太初伊始，
Did music know a Genius so sublime!
他是唯一的音樂奇才。
Each mighty harmonist that's gone before,
Lessen'd to Mites when we his Works explore.
只要他的音律一響，所有的樂人都要因之失色。

## 影響

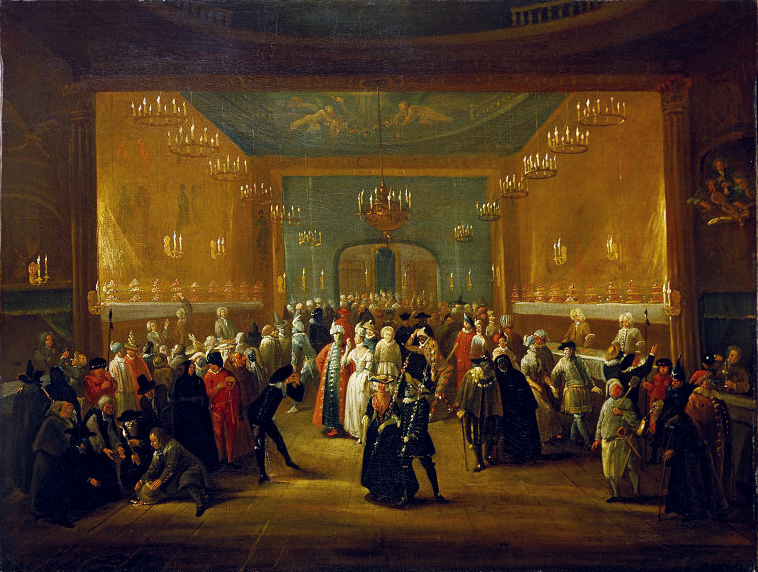
國王劇院的一場舞會

18世紀有二個人保存及收集韓德爾的作品，一位是鄉紳塞繆爾·赫利爾爵士，他的收集後來形成肖-赫利尔音乐收藏的主軸，另一位是廢奴主義者格兰维尔·夏普。國家肖像館在韓德爾誕生三百週年的紀念展，其目錄有列出這兩位18世紀末的人物，稱他們是「藉由他們積極的熱情，留給我們（有關韓德爾）確實的證據」。
在韓德爾死後，他的義大利歌劇幾乎消失，只剩下像《塞爾斯》中的《懷念的樹蔭》等。韓德爾的神劇繼續演出，但在他死後不久，人們認為需要再做一些調整，莫札特編寫了《彌賽亞》及其他作品的德文版。在19世紀及20世紀的前半，特別是在英語世界中，韓德爾的稱譽主要是因為他的英文神劇，常常是由許多的合唱團由業餘聲樂家所演唱。在韓德爾逝世一百年的1859年，在水晶宮演出了《彌賽亞》，有2765名聲樂家及460名演奏家參與，聽眾約有一萬人。
在早期音樂復興時期，韓德爾的許多歌劇在歌劇院及音樂廳中演奏。像《朱利奥·凱撒》（作品HWV 17，1724年）、《塔梅拉诺》（1724年）及《罗德琳达》（1725年）各有不同的風格，都認為是傑作。海頓、莫札特及貝多芬等人都研究過韓德爾的作品。

## 作品節選
韓德爾是一位多产的作曲家，一生创作了大约41部歌剧，5首颂歌，5首加冕赞美歌，37支奏鸣曲，20支管风琴曲，还有许多教廷音樂及音樂小品。他还担任音乐指挥和艺术总监，亲自参加剧院的管理、技术协调等事务工作。后来他转向创作神剧，将声部的独立地位用和声代替。

### 韓德爾作品全集
- 德國的韓德爾協會（Händel-Gesellschaft）在1858年至1902年期間，製作發行了《蓋歐格·弗里德里希·韓德爾作品》（Georg Friedrich Händels Werke），包括正文99卷、補述6卷，共105冊的巨製。為求方便，這一版本經常以其德文簡寫HG代稱之。
- 1952年，哈勒辦理了第一屆「韓德爾節」（Händel-Festspiele）[18]。1955年起，協會與貝倫賴特出版社合作，為HG版作品集的部分內容進行補充與重製。這一版本名為《哈勒版韓德爾作品集》（Hallische Händel-Ausgabe，簡記為HHA），原來的用意是作為HG的附屬內容，不過在1958年成為一個獨立的品牌出版品。HHA版全部的出版工作預計在2031年完成。

## 軼事
- 1743年，《彌賽亞》在倫敦上演，據聞英王喬治二世親臨劇院。當聽到第二部分終曲《哈利路亞大合唱》時，國王按捺不住內心的激動，站立起來聽完了全曲，将它称为“天国的国歌”，其他人也一同站立[註 2][19]。現今音樂會演奏此曲时全体觀眾均會起立聆聽，成為一個非常特別的慣例。

## 外部連結
- Handel Reference Database （页面存档备份，存于）（英文）
- 互联网档案馆上与亨德尔有关的书籍
- 古腾堡计划上的亨德尔传记（Edward Dent著） （页面存档备份，存于）
- 亨德尔的作品  - 古騰堡計劃
- 亨德尔传记（Friedrich Chrysander著）（德文）
- 亨德尔的生平细节资料（英文）
- 亨德尔故居：
  - 亨德尔之家（Händel-Haus）（位于萨克森-安哈尔特哈雷，亨德尔的出生地）（英文）（德文）
  - 亨德尔故居博物馆 （页面存档备份，存于）（伦敦）（英文）

乐谱和录音
- 亨德尔的免费乐谱，由国际乐谱典藏计划提供
- 公有領域聲樂檔案館上格奥尔格·弗里德里希·亨德尔的作品
- 亨德尔部分作品的多种格式乐谱（乌托邦计划（英语：Mutopia Project））（英文） （页面存档备份，存于）
- 亨德尔乐谱（Cantorion.org） （页面存档备份，存于）
- 亨德尔乐谱（free-scores.com） （页面存档备份，存于）
- 亨德尔作品MIDI文件（Kunst der Fuge） （页面存档备份，存于）
- 亨德尔作品的圆筒录音 （页面存档备份，存于）（来自加州大学圣巴巴拉图书馆的UCSB圆筒音频档案）（英文）